# 卡爾皮利夫卡 (科澤列齊區)
50°59′16″N 30°49′16″E / 50.98778°N 30.82111°E
卡爾皮利夫卡（烏克蘭語：Карпилівка），是烏克蘭北部的村莊，隸屬切爾尼希夫州的切爾尼希夫區。該村始建於1666年，面積2.74平方公里，海拔高度111米，2024年人口548，人口密度每平方公里400.6人。